# Паспорт громадянина Норвегії
Паспорт громадянина Норвегії  — документ, що видається громадянам Норвегії для здійснення поїздок за кордон.
Паспорт може також служити доказом норвезького громадянства і є дійсним протягом десяти років. Паспорт має стандартний макет більшості країн ЄС, оскільки Норвегія впровадила положення про паспорт ЄС. Колір бургундово-червоний і подібний, але не ідентичний дизайну більшості країн ЄС. Незважаючи на те, що Норвегія не входить до складу ЄС, вона є країною, яка підписала Шенгенську угоду та є членом Європейського економічного простору (ЄЕП). Отже, норвезькі громадяни, як правило, мають ті самі права, що і громадяни ЄС у країнах ЄЕП, і розглядаються як громадяни ЄС для поїздок та в'їзду в країни ЄЕП.

## Зовнішній вигляд
Звичайні норвезькі паспорти бургундського кольору з норвезьким гербом, прикрашеним у верхній частині передньої обкладинки. Слова "NORGE", "NOREG" та "NORWAY" вписана під гербом та слова "PASS" і "PASSPORT" зображені під назвою країни. Новий біометричний паспорт має стандартний біометричний символ внизу.

## Візові вимоги для громадян Норвегії
Станом на 2017 рік громадяни Норвегії мають можливість відвідувати без візи в цілому 156 держав і територій. Згідно з Індексом обмежень візового режиму, паспорт став 3-м у світі.